# Radiotechnika
Radiotechnika – dział nauki i techniki obejmujący teorię i zastosowanie w praktyce drgań elektromagnetycznych (fal elektromagnetycznych) do przenoszenia sygnałów na odległość.